# Coyoles Central
Coyoles Central es una aldea del municipio de Olanchito en Honduras. Se ubica en el departamento de Yoro, en la parte central de Honduras, a 160 km al norte de la capital Tegucigalpa. Coyoles Central sirvió inicialmente como una ciudad de empresa para los trabajadores de Standard Fruit Company, y fue uno de los escenarios principales del libro Prisión Verde de Ramón Amaya Amador.
Coyoles Central está a 199 metros sobre el nivel del mar y la población es 1,144. El terreno alrededor de Coyoles Central es variado. El punto más alto cercano es 1253 metros sobre el nivel del mar, 6.6 km al sur de Coyoles Central. Alrededor de Coyoles Central, el terreno está bastante escasamente poblado, con 22 habitantes por kilómetro cuadrado. La comunidad principal más cercana es Olanchito, a 13,4 km al noreste de Coyoles Central. Los alrededores de Coyoles Central son un mosaico de tierras de cultivo y vegetación natural.
La región se caracteriza por un clima de sabana. La temperatura media anual es de 22 °C. El mes más cálido es mayo, cuando la temperatura promedio es de 24 °C, y el más frío es noviembre, con 20 °C. La precipitación media anual es de 1599 milímetros. El mes más lluvioso es septiembre, con una precipitación promedio de 213 mm, y el más seco es febrero, con una precipitación promedio de 38 mm.

## Personas notables
- José Adán Castelar (1941-2017), escritor y profesor.
- Moisés Canelo (1950), cantante y compositor, aunque nació en Limón, Colón, su carrera artística inició en Coyoles Central.[10]